# Julia Claudia Mirza Rosca
Julia Claudia Mirza Rosca (26 de julio de 1965, Cugir, Rumanía) es una científica rumana. Es catedrática de la Universidad de Las Palmas de Gran Canaria (ULPGC) en el Departamento de Ingeniería Mecánica desde 2015 y su actividad investigadora la desarrolla en la búsqueda, entre otros, de implantes corporales basados en biomateriales. Se incorporó a la universidad grancanaria, como docente e investigadora, en 1998.
Doctora en Ciencias Químicas, sus líneas de investigación son la degradación de los materiales industriales y la corrosión industrial y el comportamiento de los biomateriales (nanoestructuras y nanomateriales). Autora de 120 artículos publicados, 39 de ellos como capítulos de libro, ha recibido tres premios: el premio colectivo Ilie Murgulescu de la Academia Rumana, el premio para el mejor proyecto de fin de carrera dirigido, y la Medalla de Honor Americana de Investigación en Biomateriales por sus estudios con niobio para implantes de cadera y rodilla con los que se persigue acelerar la óseo-integración y la óseo-inducción. Asimismo, es la responsable científica de 9 estudios de investigación para varias empresas industriales.
Durante su estancia en el Instituto Federal de Investigación de Materiales de Alemania, en 2006, realizó un estudio para comprobar un biomaterial nuevo compuesto por titanio, aluminio y niobio. Este procedimiento fue nombrado por la Comisión Europea como uno de los mejores de 2006, debido a que indaga en las causas de rotura de la cadera y de la rodilla y el motivo de rechazo de los implantes, que eran de titanio, aluminio y vanadio.